# No More Tears (Enough Is Enough)
No More Tears (Enough Is Enough) ist ein Lied von Donna Summer und Barbra Streisand aus dem Jahr 1979, das auf den Alben Wet und On the Radio: Greatest Hits Volumes I & II erschien. Für die Produktion waren Harold Faltermeyer, Giorgio Moroder und Gary Klein verantwortlich.

## Geschichte
Im Song hat die Protagonistin genug von ihrer aktuellen Liebesbeziehung, da diese sich langweilt. Die Veröffentlichung war am 19. Oktober 1979, in den Vereinigten Staaten und Kanada wurde die Soul- und Disco-Nummer ein Nummer-eins-Hit. Die Recording Industry Association of America zeichnete das Lied mit der Goldenen Schallplatte und Platin aus.
Donna Summer und Barbra Streisand hatten nach der Aufnahme das Duett nie zusammen live gesungen. Summer sang das Lied live im Duett mit Tina Arena und auch mit ihrer Schwester Mary Gaines Bernard. Streisand sang den Song erstmals live auf ihrer Barbara-live-Konzerttournee (die auf dem Live-Album Back to Brooklyn zu finden ist), wo sie ihre Bestürzung über Summers Tod äußerte und sagte, dass sie sich sehr gewünscht hätte, den Song einmal mit ihr live zu singen.
In der Episode Stewies wundersame Wandlung von Family Guy sang Stewie mit seinem zukünftigen Ich den Song.

## Coverversionen
- 1981: Sylvie Vartan
- 1982: Eddie Murphy
- 1993: Andy Bell feat. K. D. Lang
- 1994: Kym Mazelle feat. Jocelyn Brown
- 1995: Raekwon feat. Ghostface Killah & Blue Raspberry (Rainy Daiz)
- 1999: Tina Arena feat. Donna Summer
- 2001: Todd Terry
- 2009: Helena Vondráčková (Mám toho dost)
- 2014: Kristin Chenoweth
- 2016: Saara Aalto